# منتدى أصيلة
مؤسسة منتدى أصيلة هي منظمة غير حكومية تعمل على تعزيز الحوار بين الثقافات والحضارات من خلال الجمع بين نخبة من السياسيين والأكاديميين من العالمين المتقدم والنامي. ويشرف على تسييرها محمد بن عيسى، الذي قام بتأسيسها سنة 1997 لتضمن الاستمرار لموسم أصيلة الثقافي الذي كان قد أطلقه معية رفيقه محمد المليحي سنة 1978، لما أسسا جمعية المحيط الثقافية.
وقد منحت مؤسسة «سلطان بن علي العويس الثقافية» جائزة الإنجاز الثقافي والعلمي للدورة السابعة عشرة (2020 - 2021)  لـ«مؤسسة منتدى أصيلة»، تكريماً لدورها الثقافي والتنويري من خلال مهرجانات ومواسم فكرية عززت التواصل بين الثقافات والحضارات

## أنشطة المنتدى
تشرف مؤسسة المنتدى على العديد من الأنشطة منها:
تنظيم موسم أصيلة الثقافي الدولي
والإشراف على جامعة المعتمد بن عباد الصيفية، وهي برنامج بحثي، يضم ندوات ولقاءات بين سياسيين وخبراء ومفكرين وباحثين من أنحاء العالم. تقرر إنشاؤها بعد نجاح اللقاء الأول بين أربعين شخصية مغربية وإسبانية في سنة 1984.
كما تقوم المؤسسة بعدة أنشطة إنسانية واقتصادية، منها:
إعداد سبع مدارس نموذجية قصد تلبية احتياجات طلبة المدينة، وفي إطار اتفاقية اتفاقية مع الصندوق الكويتي للتنمية يقوم الصندوق ببناء دار للتضامن لإيواء العجزة وكبار السن. إضافة لتوسيع مستشفى أصيلة وهو مشروع آخر يموله الصندوق، كما تشرف المؤسسة أيضا على مشروع لإنجاز نحو 660 سكنا مخصصا لإيواء سكان دور الصفيح وهو مشروع ممول بالاشتراك بين الإمارات والكويت وقطر. كما أن المؤسسة تشرف على توسيع الطرق المؤدية للمدينة، وتطوير ميناء الصيد، وكذا إعداد مشاريع إنتاجية صغيرة.

## جوائز المنتدى
يقدم المنتدى عدة جوائز لتكريم الشعراء والأدباء في العالم، فهناك جائزة تشيكا اوتامسي التي تمنح كل عامين لشاعر إفريقي. وتشيكا اوتامسي هو كاتب وشاعر كونغولي كان من بين أشد المتحمسين لمهرجان أصيلة، كما هناك جائزة أخرى للشعر العربي باسم الشاعر العراقي بلند الحيدري، وجائزة محمد زفزاف للرواية العربية.